# Втори църковно-народен събор
Вторият църковно-народен събор е поместен събор на Българската екзархия, открит на 6 февруари 1921 година, и заседавал до 28 февруари, както и отново от 11 май до 15 август същата година. Закрит е на 16 февруари 1922 година. Главната му цел е да реорганизира Българската екзархия след като с Първата световна война тя окончателно губи епархиите си извън границите на България, както и десетилетната си роля на защитник на българското малцинство в Османската империя.
Съборът е свикан по инициатива на правителството на Александър Стамболийски, с което Църквата вече е в конфликт заради опитите му да национализира църковни имоти и да премести Софийската духовна семинария в Рилския манастир. Някои от архиереите, водени от митрополит Симеон Варненски и Преславски, се противопоставят на провеждането на събор под натиска на светските власти, но с посредничеството на митрополитите Неофит Видински и Максим Пловдивски е постигнат компромис между Светия синод и правителството и съборът все пак е проведен.
Съборът е трябвало да бъде председателстван от наместник-председателя на Светия Синод, Максим Пловдивски. Той обаче не успява да присъства заради заболяване, поради което делегира председателството на Видинския митрополит Неофит. Началник на канцеларията на събора е Ст. Болгаров, а секретар – Г. Кисов.
Съборът приема на първо четене – а в някои случаи и на второ – части от проекта за нов екзархийски устав. Занимава се и с други въпроси от духовно естество. В състава му влизат общо 280 души, в това число 13 митрополити, 6 епископи, 16 архимандрити, 91 свещеници и йеромонаси, 2 дякони и 152 миряни. Българските епархии в земите под чужда власт са представени от „избраници на съответните братства“ – по две духовни лица и двама представители на миряните – общо 75 души. Отсъстващи от събора са митрополитите Максим Пловдивски и Василий Доростолски и Червенски поради болест, бившият Неврокопски митрополит Иларион поради напреднала възраст, както и Мелетий Велешки и Никодим Тивериополски – поради отсъствието си от България.
Съборът изготвя проект за изцяло нов устав на Екзархията, който в началото на 1923 година е внесен за утвърждаване от Народното събрание, но след падането на кабинета на Стамболийски в Деветоюнския преврат така и не е разгледан от парламента. В същото време съборът утвърждава и някои основни насоки в работата на Църквата в следващите десетилетия, като изграждането на мрежа от светски християнски братства, които през 30-те години започват да играят важна роля в религиозната, социална и културна дейност на Църквата.

## Членове

### Архиереи
Изписаните в курсив не са присъствали на събора, въпреки че са били официални негови членове.
- Максим Пловдивски
- Борис Охридски
- Климент Врачански
- Неофит Видински
- Симеон Варненски и Преславски
- Методий Старозагорски
- Василий Доростолски и Червенски
- Мелетий Велешки
- Неофит Скопски
- Макарий Неврокопски
- Филип Търновски
- бивш Теодосий Скопски
- бивш Иларион Неврокопски
- Левкийски епископ Варлаам
- Нишавски епископ Иларион
- Велички епископ Иларион
- Тивериополски епископ Никодим
- Маркианополски епископ Стефан
- Драговитийски епископ Павел